# William Daniell
William Daniell (født 1769, død 16. august 1837) var en engelsk landskabs- og marine-maler, og gravør. Daniell rejste meget i Fjernøsten og bidrog til udarbejdelsen af et af de fineste illustrerede værker fra perioden – Oriental Scenery. Han rejste også rundt om Englands kystlinie, og malede i den forbindelse værker i vandfarver for den ligeledes ambitiøse bog A Voyage Round Great Britain. Hans værker blev udstillet ved Royal Academy og British Institution, og han blev i 1822 optaget Royal Academy.
William Daniell blev født i Kingston upon Thames i Surrey. Hans fader døde, da William var 10 år, og hans liv ændredes drastisk, da han blev sendt til at bo hos sin onkel i 1779. Onklen, Thomas Daniell (1749–1840), var landskabsmaler, og tog unge William Daniell med på en rejse til Indien i 1784, hvor William bistod onklen med at forberede tegninger og skitser.

## Galleri
- Taj Mahal (1801)
- Defeat of Admiral Linois.jpg (1804)
- Udsigt over fabrikker i Canton (1805-1810)
- Castle Broichin on the Isle of Raasay (1819)

## Eksterne links
- Wikimedia Commons har flere filer relateret til William Daniell
- William Daniell online (ArtCyclopedia)
- Biografi Arkiveret 8. oktober 2012 hos  Wayback Machine
- Biography Arkiveret 26. februar 2011 hos  Wayback Machine (Lachlan & Elizabeth Macquarie Archive)
- Europeana: Images by William Daniell